# Morató (Uruguai)
Morató és una entitat de població de l'Uruguai, al sud-est del departament de Paysandú. És a 121 metres sobre el nivell del mar i té una població aproximada de 100 habitants.